# 満洲里西郊空港
満洲里西郊空港（まんしゅうりせいこうくうこう）は、中華人民共和国内モンゴル自治区フルンボイル市満洲里市にある空港。

## 概要
満洲里の中心部からは若干南西方向に外れている。2004年12月8日に正式に開港。2005年の旅客運輸は55,555人、貨物運輸は233.9トン、発着回数は946回。

## 空港周辺
- 機場高速 - 満洲里中心部方面へ延びる自動車専用道路

## 就航路線
| 航空会社     | 就航地                                             |
| ------------ | -------------------------------------------------- |
| 中国聯合航空 | 北京/南苑                                          |
| 中国国際航空 | 北京/首都                                          |
| 金鹿航空     | 北京/首都、杭州                                    |
| 中国南方航空 | フフホト、広州、上海、鄭州、深圳                   |
| 河北航空     | フフホト、石家荘                                   |
| 四川航空     | ハルビン                                           |
| 厦門航空     | 天津、厦門                                         |
| 山東航空     | 大連、済南                                         |
| 中国東方航空 | 合肥                                               |
| 上海航空     | 上海                                               |
| 春秋航空     | 上海                                               |
| 奥凱航空     | 通遼、長沙                                         |
| 深圳航空     | 煙台、南京、無錫、太原、西安                       |
| 海南航空     | 北京/首都、チタ、イルクーツク                      |
| 天津航空     | ハルビン、フフホト                                 |
| イル・アエロ | ウラン・ウデ、イルクーツク、チタ、クラスノヤルスク |
| フンヌ・エア | ウランバートル                                     |